# 90-мильный пляж
90-мильный пляж (маори Te Oneroa-a-Tōhē) — песчаный пляж, расположенный на западном побережье острова Северный в Новой Зеландии. Он простирается к западу от региона Каитаиа к мысу Рейнга, вдоль полуострова Аупоури. 90-мильный пляж начинается от мыса Риф-Пойнт, и тянется на запад к заливу Ахипара, и заканчивается на Скот Пойнт, в пяти километрах к югу от мыса Марии Ван-Димен.

## Этимология
Длина пляжа составляет 55 миль или 88 км. Одна из теорий о возникновении названия 90-мильного пляжа отсылает к временам первых миссионеров, путешествовавших по Новой Зеландии на лошадях. В среднем лошадь за один день может пройти 30 миль (50 км), затем ей требуется отдых. Весь путь по пляжу занимал три дня, отсюда и пошло название 90-мильный пляж. Ошибка в оценке длины пляжа обусловлена меньшей скоростью лошади по песку.

## Туризм
90-мильный пляж является популярным туристическим центром. Дюны, в северной части пляжа, сильно напоминают пустынный ландшафт. В этом месте активно практикуется бодибординг.
В 1932 году 90-мильный пляж использовался в качестве взлётно-посадочной полосы в рамках авиапочтового сообщения между Австралией и Новой Зеландией. Иногда пляж используют как резервную дорогу, в периоды когда основная дорога закрыта из-за оползней и наводнений.